# 丝叶芥属
丝叶芥属（学名：Leptaleum）是十字花科下的一个属，为一年生小草本植物。该属仅有丝叶芥（Leptaleum filifolium）一种，分布于埃及、土耳其、伊朗、阿富汗和中国新疆。